# Gonzalo Rabuñal
Gonzalo Rabuñal Ríos (Arteijo, La Coruña, el 1 de agosto de 1984) es un ciclista español.
Debutó como profesional con el equipo Xacobeo Galicia en 2007.
En la Vuelta ciclista a España 2009 consiguió una meritoria octava plaza en la etapa con final en la Sierra de la Pandera, que tuvo a Damiano Cunego como vencedor.
Se retiró en 2010 tras la desaparición del conjunto gallego y no encontrar equipo con el que seguir compitiendo.

## Palmarés
No consiguió ninguna victoria como profesional.

## Resultados en Grandes Vueltas
| Carrera | Carrera         | 2007 | 2008 | 2009  | 2010 |
| ------- | --------------- | ---- | ---- | ----- | ---- |
|         | Giro de Italia  | —    | —    | 115.º | —    |
|         | Tour de Francia | —    | —    | —     | —    |
|         | Vuelta a España | —    | —    | 67.º  | 30.º |

—: no participa
Ab.: abandono

## Equipos
- Karpin/Xacobeo (2007-2010)
  - Karpin Galicia (2007)
  - Xacobeo Galicia (2008-2010)